# Ropin' the Wind
| Recensione | Giudizio |
| ---------- | -------- |
| AllMusic   |          |

Ropin' the Wind è il terzo album in studio dell'artista country statunitense Garth Brooks, pubblicato nel 1991. L'album ha venduto circa 17 milioni di copie nel mondo (14 solo negli Stati Uniti).

## Tracce
1. Against the Grain (Bruce Bouton, Larry Cordle, Carl Jackson) – 2:22
2. Rodeo (Larry Bastian) – 3:53
3. What She's Doing Now (Pat Alger, Garth Brooks) – 3:26
4. Burning Bridges (Stephanie C. Brown, Brooks) – 3:35
5. Which One of Them (Brooks) - 2:39
6. Papa Loved Mama (Kim Williams, Brooks) – 2:51
7. Shameless (Billy Joel) – 4:19
8. Cold Shoulder (Kent Blazy, Williams, Brooks) – 3:55
9. We Bury the Hatchet (Royal Wade Kimes, Brooks) – 3:05
10. In Lonesome Dove (Cynthia Limbaugh, Brooks) – 4:48
11. The River (Victoria Shaw, Brooks) – 4:25

## Classifiche
| Classifica (1991) | Posizione raggiunta |
| ----------------- | ------------------- |
| Stati Uniti       | 1                   |
| Regno Unito       | 41                  |
| Australia         | 21                  |
| Irlanda           | 10                  |